# Zdravnikova vest (TV-serija)
Zdravnikova vest (izvirno House, M.D., House) je ameriška medicinska drama s komičnimi elementi. Zgodba se osredotoča na dr. Gregoryja Housa (Hugh Laurie), voditelja diagnostičnega oddelka na izmišljeni poučevalni bolnišnici Princeton-Plainsboro. Scenaristov serije je 18, največ (125) epizod je napisal David Shore. Serija se je po osmih sezonah iztekla maja 2012.
Serijo v ZDA predvaja Fox, v Sloveniji POP TV.
Zadnja osma sezona je prišla na spored POP TV v sredo, 12. septembra 2012, ob 21:05. Z oktobrom 2012 je spet prišla v ustaljen torkov termin ob 21:05. Zadnji del serije je bil na sporedu 12. februarja 2013.

## Glavni liki
- Hugh Laurie kot Gregory House
- Lisa Edelstein kot Lisa Cuddy
- Robert Sean Leonard kot James Wilson
- Omar Epps kot Eric Foreman
- Jennifer Morrison kot Allison Cameron
- Jesse Spencer kot Robert Chase
- Peter Jacobson kot Chris Taub
- Kal Penn kot Lawrence Kutner
- Olivia Wilde kot Remy »Trinajst« Hadley

## Zgodba
Zgodba sledi Gregoryju Housu, ekscentrični vodji diagnostičnega oddelka v bolnišnici Princeton-Plainsboro.

## Zgradba epizod
Epizoda se začne s sekvenco, kjer naključna oseba pokaže akutne znake neznane bolezni. Po najavni sekvenci se dogajanje prestavi v bolnišnico Princeton-Plainsboro, kjer dr. House (neprostovoljno ali iz zanimanja) prevzame primer in tekom epizode poskuša s pomočjo svoje ekipe diagnosticirati bolezen. Pred koncem serije ga po navadi naključen pojem v dialogu spomni na možno diagnozo, ki se največkrat izkaže za pravilno.

## Pomembnejše nagrade in priznanja
- 5 nagrad satellite (še 7 nominacij)
- 2 primetime emmyja in še 10 nominacij (izredni scenarij, 2005; izredna režija, 2008)
- 2 zlata globusa in še 4 nominacije (najboljši igralec v dramski seriji, Hugh Laurie, 2005 in 2006)